# 胡比奇 (切爾尼戈夫州)
51°35′4″N 30°35′44″E / 51.58444°N 30.59556°E
胡比奇（羅馬化：Hubychi）是烏克蘭的村落，位於該國北部切爾尼戈夫州，由切爾尼戈夫區負責管轄，始建於1785年，面積0.23平方公里，海拔高度108米，2001年人口269，人口密度每平方公里1,169.6人。